# Walentin Krumow
Walentin Krumow Slatew, bulgarisch Валентин Крумов Златев, (* 13. Januar 1964) ist ein ehemaliger bulgarischer Ringer. Er gewann bei Welt- und Europameisterschaften insgesamt fünf Medaillen im griechisch-römischen Stil im Fliegengewicht.

## Werdegang
Walentin Krumow war Armeeangehöriger und startete als solcher für den Sportclub Lewski-Spartak Sofia. Er rang nur im griechisch-römischen Stil und startete bei einer Größe von 1,64 Metern immer im  Fliegengewicht, der Gewichtsklasse, die zu seiner Zeit ihr Gewichtslimit bei 52 kg Körpergewicht hatte.
Sein Debüt auf der internationalen Ringermatte gab er bei der Junioren-Weltmeisterschaft (Espoirs) 1983 in Kristiansund in Norwegen. Er belegte dort im Fliegengewicht hinter Sergei Sabeijworota aus der UdSSR u. Jukka Loikas aus Finnland einen hervorragenden 3. Platz.
Bei den Senioren hatte er in Bulgarien, das zu den besten Ringernationen der Welt gehört, eine sehr starke Konkurrenz. Es gelang ihm aber trotzdem, ab 1985 Startplätze bei den internationalen Meisterschaften zu erlangen. 1985 nahm er bei der Europameisterschaft in Leipzig teil und erkämpfte sich dort gleich hinter Roman Kierpacz aus Polen und Minseit Tasetdinow aus der UdSSR eine EM-Bronzemedaille im Fliegengewicht.
1986 kam er bei der Weltmeisterschaft in Budapest zum Einsatz. Er bezwang dort u. a. den deutschen Silbermedaillengewinner von 1984 im Papiergewicht Markus Scherer hoch nach Punkten (14:1 techn. Punkte), verfehlte aber in der Endabrechnung mit einem 4. Platz hinter Sergei Djudjajew, UdSSR, Weltmeister Jon Rønningen, Norwegen und dem Olympiasieger von 1984 Atsuji Miyahara aus Japan knapp die Medaillenränge. 1987 wurde Walentin Krumow bulgarischer Meister. Keine Medaillen gelangen ihm bei der Europameisterschaft 1987 in Tampere und bei der Weltmeisterschaft 1987 in Clermont-Ferrand, er schnitt dort aber mit den Plätzen vier und fünf trotzdem hervorragend ab. Den Kampf um die EM-Bronzemedaille 1987 in Tampere verlor er gegen Roman Kierpacz nur knapp mit 4:6 techn. Punkten.
In den Jahren 1988, 1989 und 1990 wurde er nur bei den Europameisterschaften in Kolbotn, Oulu und Posen eingesetzt. Der Grund dafür war, dass er sich vor den Olympischen Spielen 1988 in Seoul verletzte und deshalb dort nicht an den Start gehen konnte und dass ab 1989 Bratan Zenow vom Papiergewicht in das Fliegengewicht wechselte und ihn in Bulgarien im Fliegengewicht auf Platz 2 verdrängte. Walentin Krumow gewann bei jeder dieser Meisterschaften die EM-Bronzemedaille. Im Kampf um diese Medaille schlug er dabei Mihai Cișmaș aus Rumänien, Tibor Jankovics aus der Tschechoslowakei und Csaba Vadász aus Ungarn.
Nach einer etwas längeren Pause nahm Walentin Krumow im Jahre 1993 in Istanbul noch einmal an einer Europameisterschaft teil, der kam dort im Fliegengewicht auf den 5. Platz.

## Internationale Erfolge
| Jahr | Platz | Wettbewerb                                     | Gewichtsklasse | Bemerkung |
| ---- | ----- | ---------------------------------------------- | -------------- | --- |
| 1983 | 3.    | Junioren-WM (Espoirs) in Kristiansund/Norwegen | Fliegen        | hinter Sergei Sabejworota, UdSSR und Jukka Loikas, Finnland, vor Jan Kohout, Tschechoslowakei                                |
| 1985 | 1.    | Turnier in Reims                               | Fliegen        | vor Serge Robert, Frankreich und Lee Jae-song, Südkorea                                                                      |
| 1985 | 3.    | EM in Leipzig                                  | Fliegen        | hinter Roman Kierpacz, Polen und Minseit Tasetdinow, UdSSR, vor Tibor Jankovics, Tschechoslowakei und Mihai Cișmaș, Rumänien |
| 1986 | 4.    | WM in Budapest                                 | Fliegen        | hinter Sergei Djudjajew, UdSSR, Jon Rønningen, Norwegen und Atsuji Miyahara, Japan, vor Tibor Jankovics und Roman Kierpacz   |
| 1987 | 1.    | Grand-Prix-Turnier in Budapest                 | Fliegen        | vor Csaba Vadász, Ungarn, Serge Robert und Roman Kierpacz                                                                    |
| 1987 | 4.    | EM in Tampere                                  | Fliegen        | hinter Andrij Kalaschnykow, UdSSR, Csaba Vadász und Roman Kierpacz, vor Tibor Jankovics und Serge Robert                     |
| 1987 | 5.    | WM in Clermont-Ferrand                         | Fliegen        | hinter Pedro Roque Favier, Kuba, Roman Kierpacz, Alexander Ignatenko, UdSSR und Serge Robert                                 |
| 1987 | 2.    | FILA-Grand-Prix-Gala in Budapest               | Fliegen        | hinter Roman Kierpacz, vor Pedro Roque Favier, Serge Robert und Csaba Vadász                                                 |
| 1988 | 3.    | EM in Kolbotn                                  | Fliegen        | hinter Alexander Ignatenko und Jon Rønningen, vor Mihai Cișmaș und Peter Stjernberg, Schweden                                |
| 1989 | 3.    | EM in Oulu                                     | Fliegen        | hinter Senad Rizvanović, Jugoslawien und Ismo Kamesaki, Finnland, vor Tibor Jankovics und Andrij Kalaschnykow                |
| 1990 | 3.    | EM in Posen                                    | Fliegen        | hinter Jon Rønningen und Oleg Kutscherenko, UdSSR, vor Csaba Vadász und Ismo Kamesaki                                        |
| 1993 | 5.    | EM in Istanbul                                 | Fliegen        | hinter Natig Aiwasow, Aserbaidschan, Andrij Kalaschnykow, Ukraine, Samwel Danilijan, Russland und Lars Rønningen, Norwegen   |

Anm.: alle Wettbewerbe im griechisch-römischen Stil, WM = Weltmeisterschaft, EM = Europameisterschaft, Fliegengewicht, damals bis 52 kg Körpergewicht